# Venta de Baños
Venta de Baños è un comune spagnolo di 6 359 abitanti situato nella comunità autonoma di Castiglia e León.

## Storia

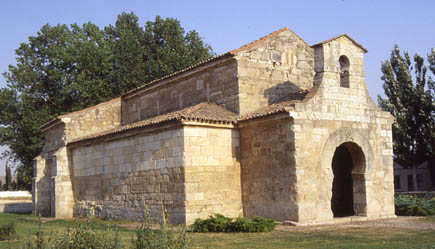
Basilica di San Juan Bautista

A circa 2,5 km ad est si trova il centro termale di Baños de Cerrato, dove il re visigoto Reccesvindo guarì dalla calcolosi; la piccola basilica di San Juan Bautista, fondata dal 661 da Reccesvindo, è una delle più antiche chiese di Spagna.